# Spartan South Midlands Football League
Spartan South Midlands Football League là giải đấu bóng đá Anh bao phủ các vùng Hertfordshire, tây bắc Greater London, miền trung Buckinghamshire và phía nam Bedfordshire. Đây là giải đấu góp đội vào Southern Football League hoặc Isthmian League, bao gồm 5 hạng đấu – 3 cho đội chính (Premier Division, Division One và Division Two), và 2 cho đội dự bị (Reserve Division One và Reserve Division Two).
Giải đấu được thành lập năm 1997 do sự hợp nhất của London Spartan League và South Midlands League. Nó cũng có tên gọi là Molten Spartan South Midlands Football League theo lý do nhà tài trợ.
Premier Division nằm ở cấp độ 9, Division One ở cấp độ 10 và Division Two ở cấp độ 11 của hệ thống các giải đấu bóng đá Anh. Các hạng đấu dự bị không nằm trong hệ thống này.

## Các nhà vô địch

### 1997–98
Kể từ mùa giải "chuyển tiếp" đầu tiên, các thành viên của các giải đấu hợp nhất được chia thành ba nhóm, "Premier", "Senior" và "Division One". Nhóm cao nhất và thấp nhất được chia theo khu vực địa lý thành hai khu vực Bắc và Nam.
| Mùa giải | Premier North | Premier South | Senior                | One North      | One South |
| -------- | ------------- | ------------- | --------------------- | -------------- | --------- |
| 1997–98  | Brache Sparta | Brook House   | New Bradwell St Peter | Luton Old Boys | Old Roan  |

### 1998–2001

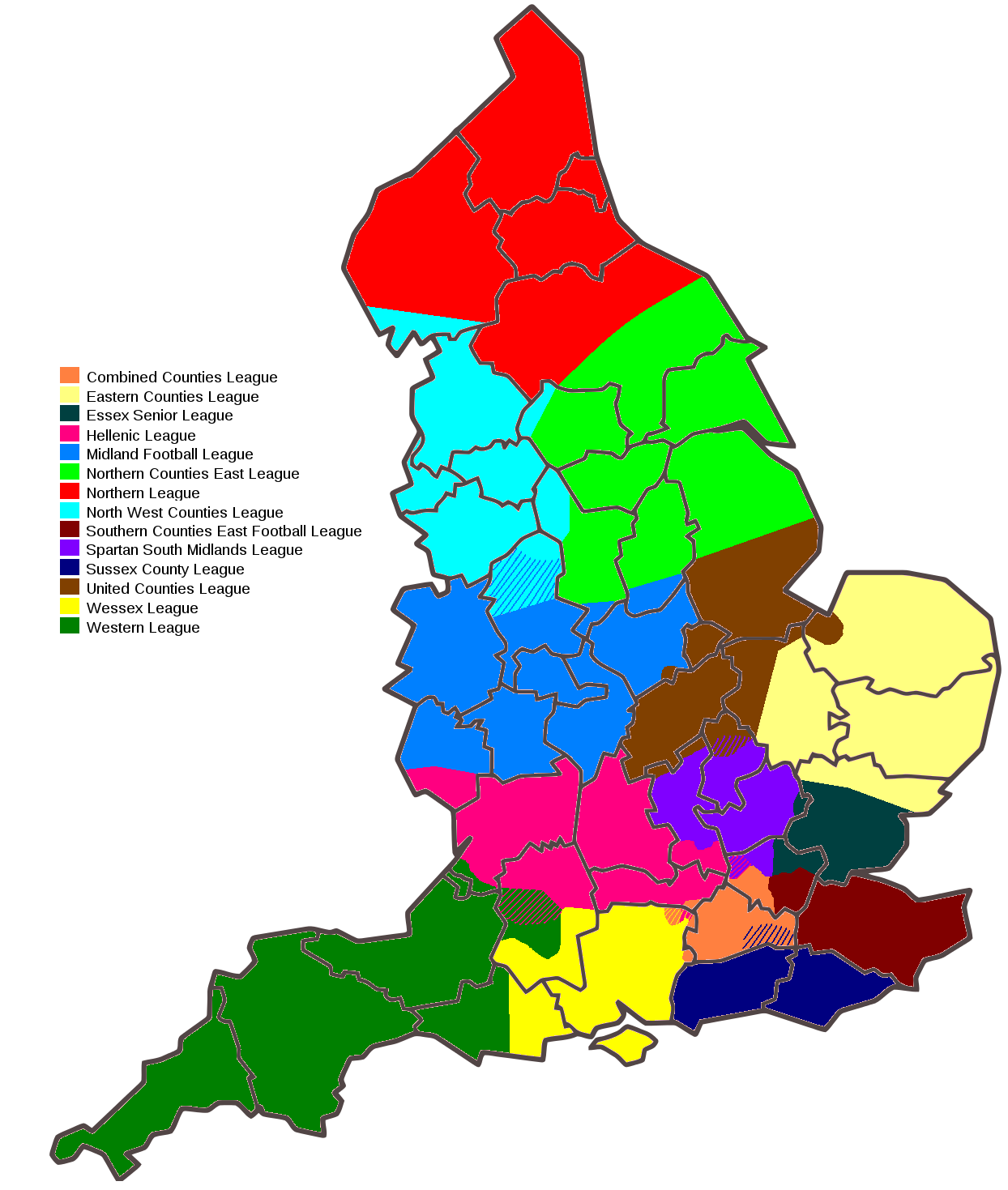
Khu vực bao phủ bởi Spartan South Midlands League được tô màu tím hoa cà.

Năm 1998, các khu vực địa lý bị hủy bỏ, và cấu trúc ba nhóm đấu có thể lên/xuống hạng được ra mắt.
| Mùa giải  | Premier            | Senior         | Division One        |
| --------- | ------------------ | -------------- | ------------------- |
| 1998–99   | Barkingside        | Holmer Green   | Bridger Packaging   |
| 1999–2000 | Arlesey Town       | Tring Athletic | Dunstable Town      |
| 2000–01   | Beaconsfield SYCOB | Letchworth     | Pitstone & Ivinghoe |

### 2001–nay
Năm 2001, Senior Division và Division One đổi tên thành Division One và Division Two.
| Season  | Premier            | Division One        | Division Two         |
| ------- | ------------------ | ------------------- | -------------------- |
| 2001–02 | London Colney      | Greenacres          | Mursley United       |
| 2002–03 | Dunstable Town     | Pitstone & Ivinghoe | Buckingham Athletic  |
| 2003–04 | Beaconsfield SYCOB | Haywood United      | Old Dunstablians     |
| 2004–05 | Potters Bar Town   | Oxhey Jets          | Crawley Green Sports |
| 2005–06 | Oxford City        | Colney Heath        | Aston Clinton        |
| 2006–07 | Edgware Town       | Brimsdown Rovers    | AFC Dunstable        |
| 2007–08 | Beaconsfield SYCOB | Kentish Town        | Kings Langley        |
| 2008–09 | Biggleswade Town   | Royston Town        | The 61 F.C. (Luton)  |
| 2009–10 | Aylesbury          | Holmer Green        | Berkhamsted          |
| 2010–11 | Chalfont St. Peter | Berkhamsted         | Padbury United       |
| 2011–12 | Royston Town       | London Colney       | Aston Clinton        |
| 2012–13 | Dunstable Town     | London Lions        | Kent Athletic        |
| 2013–14 | Hanwell Town       | Sun Postal Sports   | Hale Leys United     |